# Алікс Колломбон
Алікс Колломбон (фр. Alix Collombon; нар. 17 березня 1993) — колишня французька тенісистка.
Найвищу одиночну позицію світового рейтингу — 457 місце досягла 9 червня 2014, парну — 646 місце — 27 жовтня 2014 року.

## Фінали ITF
| турніри $100,000 |
| турніри $75,000  |
| турніри $50,000  |
| турніри $25,000  |
| турніри $10,000  |

### Одиночний розряд (0–2)
| Результат | Ранг | Дата            | Турнір            | Покриття  | Суперниця       | Рахунок       |
| --------- | ---- | --------------- | ----------------- | --------- | --------------- | ------------- |
| Поразка   | 1.   | 10 березня 2013 | Ам'єн, Франція    | Ґрунт (i) | Віржіні Раззано | 1–6, 0–6      |
| Поразка   | 2.   | 16 березня 2014 | Іракліон, Франція | Тверде    | Деніз Хазанюк   | 6–7(4–7), 3–6 |

### Парний розряд (0–1)
| Результат | Ранг | Дата            | Турнір          | Покриття | Партнерка      | Суперниці                         | Рахунок       |
| --------- | ---- | --------------- | --------------- | -------- | -------------- | --------------------------------- | ------------- |
| Поразка   | 1.   | 18 вересня 2010 | Льєйда, Іспанія | Ґрунт    | Джессіка Жіньє | Ульрікке Ейкері Кароліне Роде-Мое | 5–7, 0–5 ret. |